# Jean-Jacques (chanteur)
Pour les articles homonymes, voir Jean-Jacques.
Jean-Jacques, de son vrai nom Jean-Jacques Bortolaï (né le 17 janvier 1956) est un chanteur français.

## Biographie
Jean-Jacques représente la principauté de Monaco au Concours Eurovision de la chanson 1969 avec le titre Maman, qui remporta la 6e place, avec 11 points.
Après avoir été entraîneur de rugby dans sa région natale de Toulon, puis membre de la commission sportive et chargé de recrutement, il est depuis janvier 2020 responsable de l'école du RCT Association.

## Discographie
Il a sorti deux 45 tours, tous deux en 1969 :